# Завод азотних добрив у Фулпурі
Завод азотних добрив у Фулпурі – підприємство індійської хімічної промисловості, майданчик якого знаходиться на півночі країни у штаті Уттар-Прадеш.
У 1981 та 1997 роках в Фулпурі ввели в дію дві черги заводу азотних добрив. Перша має річну потужність на рівні 322 тисячі тон аміаку та 551 тисяча тон сечовини, тоді як друга здатна продукувати 502 тисячі тон аміаку та 865 тисяч тон сечовини.
Сировиною для виробництва аміаку спершу була суміш легких нафтопродуктів – naphtha (також є цінною нафтохімічною сировиною і використовується установками парового крекінгу). При роботі у проектному режимі завод споживав 1900 тон naphtha на добу. Нарешті, у 2006-му його перевели на використання природного газу, що надходив до Фулпуру по трубопроводу Віджайпур – Фулпур. В 2017-му також став до ладу газопровід Шахдол – Фулпур.
Для забезпечення енергетичних потреб перша черга має три парові котла продуктивністю по 125 тон пари на годину, а також парову турбіну потужністю 12,5 МВт. Друга черга має паровий котел продуктивністю 200 тон пари на годину та парову турбіну потужністю 18 МВт. І котли, і турбіни були виготовлені індійською компанією BHEL. 
Завод належить компанії Indian Farmers Fertiliser Cooperative Limited (IFFCO).